# Untermelsendorf
Untermelsendorf ist ein Gemeindeteil der Stadt Schlüsselfeld im Landkreis Bamberg (Oberfranken, Bayern). Die Gemarkung Untermelsendorf hat eine Fläche von 3,416 km². Sie ist in 268 Flurstücke aufgeteilt, die eine durchschnittliche Flurstücksfläche von 12746,82 m² haben. In ihr liegen neben dem namensgebenden Ort die Gemeindeteile Bernroth und Obermelsendorf.

## Geografie
Das Kirchdorf liegt an einem namenlosen rechten Zufluss des Allbachs. Der Ort liegt in einer Waldlichtung und ist unmittelbar von Acker- und Grünland mit vereinzeltem Baumbestand umgeben. Die Staatsstraße 2262 verläuft nach Obermelsendorf (0,6 km südwestlich) bzw. nach Reichmannsdorf (2,7 km östlich). Eine Anliegerstraße führt nach Bernroth (1,2 km nordwestlich).

## Geschichte
1802 kam Untermelsendorf an das Kurfürstentum Bayern. Im Rahmen des Gemeindeedikts (frühes 19. Jahrhundert) entstand die Ruralgemeinde Untermelsendorf, zu der Bernroth und Obermelsendorf gehörten.
Am 1. Januar 1975 wurde die Gemeinde Untermelsendorf im Zuge der Gebietsreform in die Stadt Schlüsselfeld eingegliedert.